# Drama taiwanese
Col termine drama taiwanese (cinese: 台灣電視劇; pinyin: táiwān diànshìjù; comunemente chiamato TDrama o TWDrama dai fan) ci si riferisce alla programmazione di serie televisive, solitamente improntate a una drammatizzazione delle relazioni intercorrenti tra i personaggi protagonisti e non.
In genere può durare dai dieci ai trenta episodi e più: prodotti a Taiwan hanno acquisito una sempre maggiore popolarità tra la comunità cinese internazionale. La definizione drama taiwanese viene applicata anche alle miniserie televisive in generale, comprese anche quelle con maggiori elementi di commedia.

## Popolarità e lingua utilizzata
Molti di questi drama hanno avuto un notevole successo in tutta la macro-regione detta sud-est asiatico: Cina, Giappone, Hong Kong, Singapore, Malaysia, Thailandia, Filippine, Vietnam e Indonesia. Seguono la scia dei dorama di creazione giapponese e del drama coreano.
Sono molto conosciuti e apprezzati anche tra gli espatriati asiatici d'oltremare (soprattutto  negli Stati Uniti e  in America Latina). I drama taiwanesi sono nella maggioranza dei casi prodotti in cinese; più raramente in hokkien (lingua taiwanese).

## Soggetti e trame
Il drama taiwanese si concentra tipicamente sull'evoluzione di una storia d'amore, in questo molto simile alle telenovela sudamericane. I generi polizieschi o criminali, medici o legali sono molto meno comuni rispetto ai drammi romantici.
Tendono come loro caratteristica peculiare ad aver meno violenza o contenuti a sfondo sessuale rispetto alle serie televisive di stampo occidentale. I drama più popolari vengono suddivisi in idol-idol dramas (偶像劇) e minnan-Minnan dramas (台語劇).
I drama idol utilizzano cantanti o attori più popolari e conosciuti all'interno del campo dell'intrattenimento televisivo, i quali nella maggior parte dei casi sono poco più che adolescenti o giovani adulti: questi drama son in primo luogo rivolti a ragazze/i ancora in età scolare o appena ventenni. Il fenomeno è iniziato nel 2001 con Meteor Garden.
I soggetti più tipici possono includere storie riguardanti le prime esperienze sentimentali adolescenziali a sfondo scolastico: i protagonisti possono avere o un segreto o un passato doloroso da nascondere che rende difficile per loro l'instaurare rapporti duraturi; il drama si può poi sviluppare nell'affrontar e superar i propri problemi personali profondi in relazione all'ambiente sociale esterno. Caratteristica comune sono anche i triangoli amorosi. Hanno notevoli somiglianze, ma anche differenze che li contraddistinguono rispetto ai dorama, al drama coreano e alle serie televisive cinesi. Rarissimi sono quelli basati su argomenti politici o storico-nazionalisti.
Molti tra i drama più popolari prendono ispirazione da manga giapponesi, in particolare sullo shōjo per ragazze. In questi adattamenti i nomi vengono traslitterati in cinese e l'ambientazione viene spostata a Taiwan. Vari attori che recitano in drama taiwanesi provengono da Cina, Singapore o Malesia, anche se poi hanno fondato interamente la loro carriera a Taiwan.

## Popolaridramataiwanesi
- Autumn's Concerto
- Cristal Boys
- Devil Beside You
- Hanazakarino Kimitachihe
- Hi My Sweetheart
- It Started With a Kiss
- Love Contract
- Meteor Garden
- Meteor Garden II
- Meteor Rain
- Momo Love
- My Lucky Star
- Pi Li MIT
- Romantic Princess
- Smiling Pasta
- Summer X Summer
- They Kiss Again
- ToGetHer
- Tokyo Juliet
- Why Why Love
- The X-Family
- Ying Ye 3 Jia 1